# 拍寄蝇属
拍寄蝇属（学名：Peteina）为寄蝇科的一个属。

## 下属物种
本属包括以下物种：
- 刺拍寄蝇 Peteina erinaceus (Fabricius, 1794)
- 粗鬃拍寄蝇 Peteina hyperdiscalis Aldrich, 1926